# 練馬区立小中一貫教育校大泉桜学園
練馬区立小中一貫教育校 大泉桜学園（ねりまくりつしょうちゅういっかんきょういくこう おおいずみさくらがくえん）は、東京都練馬区にある区立小中一貫教育校。

## 小中一貫教育
学校教育法による義務教育学校ではなく、法令上は練馬区立大泉学園桜中学校と練馬区立大泉学園桜小学校の2校が従前のとおり設置されており、「施設一体型」の小中一貫教育校である。もともと東京都立大泉学園高等学校（2005年閉校）などとともにキャンプ・ドレイク返還地に開設された経緯から敷地が連続していたため、両校の校舎を繋げるなどの改修により一体施設としている。
教職員は全員が両校兼務とし、各種の部会はすべて小中一体の組織となっている。校長は両校の校長を兼務する1名が置かれ、副校長を3名としている。
児童生徒は1～4年生が東校舎（従前の小学校校舎）、5～9年生が西校舎（従前の中学校校舎）を主に利用する。午前と午後それぞれの開始時刻は統一しているが、東校舎では45分授業、西校舎では50分授業が行われる。5・6年生は50分授業以外にも、理科・社会で教科担任制となる、期末考査を行うなど、中学校生活の一部を先取りした形となっている。また練馬区では小学校は私服、中学校は標準服としているところ、本校では1年生から任意着用の標準服を導入し、5年生以上では強く推奨としている。なお体育施設（体育館、プール、校庭）や特別教室（理科室・音楽室）は用具の規格などの差から1～6年生が旧小学校、7～9年生が旧中学校の施設を利用することを基本としている。学校行事は全校で行うもの、1～4年生、5～7年生、8～9年生の期別に行うものなどがある。

## 沿革
- 1980年（昭和55年）4月1日 - 練馬区立大泉学園桜小学校の開設
- 1981年（昭和56年）4月1日 - 練馬区立大泉学園桜中学校の開設
- 2008年（平成20年）
  - 11月 - 「練馬区立小中一貫教育校設置に関する基本方針」策定[1]
  - 12月 - 大泉学園桜小学校と大泉学園桜中学校を選定[1]
- 2011年（平成23年）4月1日 - 練馬区立小中一貫教育校 大泉桜学園としての開校

## 通学区域
大泉学園桜中学校（7～9年生）の通学区域は以下の通りである。このうち大泉学園町六丁目は、小学校について大泉学園緑小学校が指定されており、卒業後に本学園の7年生に入学することになる。該当する児童は、希望に応じて大泉学園緑小学校ではなく大泉学園桜小学校（1～6年生）に入学できる特例があるが、利用は毎年度多くても数名に留まっている。そのほか、区立中学校選択制度により、学区外から本学園の7年生に入学することも可能である。
| 丁目             | 番地     | 小学校           |
| ---------------- | -------- | ---------------- |
| 大泉学園町六丁目 | 12～31番 | 大泉学園緑小学校 |
| 大泉学園町七丁目 | 5～26番  | 大泉学園桜小学校 |
| 大泉学園町八丁目 | 1～4番   | 大泉学園桜小学校 |
| 大泉学園町九丁目 | 全域     | 大泉学園桜小学校 |

## 学区内の主な施設
- 都立大泉中央公園
- 東京都立大泉特別支援学校

## アクセス
西武バス
- （荻15・泉35-7、朝のみ）大泉桜学園バス停から徒歩1分
- （泉32・朝83ほか）新座総合技術高校バス停から徒歩7分
- （泉33・泉34ほか）長久保バス停から徒歩7分
- （吉61-1・吉61-3ほか）都民農園セコニックバス停から徒歩7分